# Альварес, Хулион
Хулио Сесар Альварес Монтелонго (исп. Julio César Álvarez Montelongo; род. 11 апреля 1983 года, Ла-Конкордия, Чьяпас, Мексика), более известный как Хулион Альварес (исп. Julión Álvarez), — мексиканский певец, специализирующийся на региональной мексиканской музыке.

## Биография
Хулион Альварес родился и вырос в Ла-Конкордии, штат Чьяпас, Мексика. В 2003 году он присоединился к мексиканской группе Banda MS и оставался в ней до 2006 года. После ухода из Banda MS он решил начать сольную карьеру под псевдонимом Julión Álvarez y su Norteño Banda. В 2011 году он женился на Натали Фернандес.
В 2014 году Мигель Анхель Фокс, продюсер мексиканского шоу талантов «Голос... в Мексике», пригласил Альвареса в качестве тренера для участия в четвёртом сезоне. Позже он стал победителем вместе со своим учеником Гвидо Рошином.
В сентябре 2015 года альбом Альвареса El Aferrado был номинирован на 16-ю ежегодную премию «Латинская Грэмми» в категории «Лучший альбом в стиле банда». Его песня «El Amor de Su Vida» была номинирована на премию «Латинская Грэмми» в категории «Лучшая региональная песня».
В мае 2016 года было объявлено, что Альварес отправится в турне по США под названием 22-Foot Arena Tour, которое станет первым для регионального мексиканского исполнителя. В сентябре 2016 года альбом Альвареса Mis Ídolos, Hoy Mis Amigos!!! был номинирован на премию «Латинская Грэмми» в категории «Лучший альбом в стиле банда».
10 августа 2017 года Министерство финансов США заморозило активы Альвареса в США и запретило американским гражданам и компаниям вести с ним дела за предполагаемое нарушение Закона о борьбе с наркоторговлей. В результате турне Альвареса по США было отменено. Альварес отверг обвинения Министерства финансов США и заявил, что готов сотрудничать с властями.
В ноябре 2017 года было объявлено, что альбом Альвареса Ni Diablo, Ni Santo был номинирован на премию «Грэмми» в категории «Лучший региональный мексиканский музыкальный альбом» на 60-й ежегодной церемонии вручения премии «Грэмми».
В июне 2022 года, после пяти лет работы в сотрудничестве с властями обеих стран, было объявлено, что обвинения в адрес Альвареса, связанные с Законом о борьбе с наркоторговлей, наконец сняты и он может продолжать свою деятельность и заниматься бизнесом в США.
В мае 2025 года, во время второго президентского срока Трампа, его виза в США была аннулирована, что привело к отмене аншлагового концерта в Арлингтоне, штат Техас, который был частью тура 4218. В середине апреля 2025 года Альварес впервые за восемь лет вернулся в США в качестве исполнителя и дал три аншлаговых концерта на стадионе SoFi в Лос-Анджелесе.

## Дискография
- Corazón Mágico (2007)
- Desde Mazatlan a Mover el Cu.... (2008)
- Cumbia del Río (2008)
- Corridos (2008)
- Corridos Privados (2009)
- Con Banda (2009)
- Ni Lo Intentes (2010)
- El Rey del Carnaval (2010)
- Vive Grupero, El Concierto (2010)
- Márchate y Olvídame (2011)
- En Vivo Desde Guadalajara (2012)
- Tu Amigo Nada Más (2013)
- Soy Lo Que Quiero:...Indispensable (2014)
- El Aferrado (2015)
- La Más Completa Collecion (2015)
- Mis Ídolos, Hoy Mis Amigos!!! (2016)
- Ni Diablo, Ni Santo (2017)
- Este Soy Yo (2019)
- Incomparable (2021)
- De Hoy En Adelante, Que Te Vaya Bien (2022)
- Presente (2023)
- 4218 (2025)

## Награды и номинации
| Награда                     | Год  | Категория                                                    | Работа                               | Результат | Ист.   |
| --------------------------- | ---- | ------------------------------------------------------------ | ------------------------------------ | --------- | ------ |
| American Music Awards       | 2025 | Любимый латиноамериканский дуэт или группа                   | Julión Álvarez y su Norteña Banda    | Победа    |        |
| Latin American Music Awards | 2015 | Артист года                                                  | Julión Álvarez y su Norteña Banda    | Номинация | [ 13 ] |
| Latin American Music Awards | 2015 | Любимая региональная мексиканская группа, дуэт или коллектив | Julión Álvarez y su Norteña Banda    | Победа    | [ 13 ] |
| Latin American Music Awards | 2015 | Любимая региональная мексиканская песня                      | «Y Fue Así»                          | Победа    | [ 13 ] |
| Latin American Music Awards | 2016 | Любимый региональный мексиканский альбом                     | Mis Ídolos, Hoy Mis Amigos!!!        | Номинация | [ 13 ] |
| Latin American Music Awards | 2016 | Любимая региональная мексиканская группа, дуэт или коллектив | Julión Álvarez y su Norteña Banda    | Номинация | [ 13 ] |
| Премия «Грэмми»             | 2018 | Лучший региональный мексиканский музыкальный альбом          | Ni Diablo, Ni Santo                  | Номинация | [ 14 ] |
| Премия «Латинская Грэмми»   | 2015 | Лучший альбом в стиле банда                                  | El Aferrado                          | Номинация | [ 15 ] |
| Премия «Латинская Грэмми»   | 2015 | Лучшая региональная мексиканская песня                       | «El Amor De Su Vida»                 | Номинация | [ 15 ] |
| Премия «Латинская Грэмми»   | 2016 | Лучший альбом в стиле банда                                  | Mis Ídolos, Hoy Mis Amigos!!!        | Номинация | [ 15 ] |
| Премия «Латинская Грэмми»   | 2023 | Лучший альбом в стиле банда                                  | De Hoy en Adelante, Que Te Vaya Bien | Победа    |        |
| Премия «Ло Нуэстро»         | 2011 | Региональный мексиканский артист года                        | Хулион Альварес                      | Номинация | [ 16 ] |
| Премия «Ло Нуэстро»         | 2012 | Артист в стиле банда года                                    | Хулион Альварес                      | Номинация | [ 16 ] |
| Премия «Ло Нуэстро»         | 2012 | Региональный мексиканский артист года                        | Хулион Альварес                      | Номинация | [ 16 ] |
| Премия «Ло Нуэстро»         | 2013 | Региональный мексиканский альбом года                        | Márchate y Olvídame                  | Номинация | [ 16 ] |
| Премия «Ло Нуэстро»         | 2013 | Региональный мексиканский артист года                        | Хулион Альварес                      | Номинация | [ 16 ] |
| Премия «Ло Нуэстро»         | 2014 | Региональный мексиканский альбом года                        | Tu Amigo Nada Más                    | Номинация | [ 16 ] |
| Премия «Ло Нуэстро»         | 2014 | Региональный мексиканский артист года                        | Хулион Альварес                      | Номинация | [ 16 ] |
| Премия «Ло Нуэстро»         | 2015 | Региональный мексиканский альбом года                        | Soy Lo Que Quiero... Indispensable   | Номинация | [ 16 ] |
| Премия «Ло Нуэстро»         | 2015 | Региональный мексиканский артист года                        | Хулион Альварес                      | Номинация | [ 16 ] |
| Премия «Ло Нуэстро»         | 2016 | Артист в стиле банда года                                    | Хулион Альварес                      | Номинация | [ 16 ] |
| Премия «Ло Нуэстро»         | 2016 | Региональная мексиканская песня года                         | «Y Fue Así»                          | Победа    | [ 16 ] |
| Премия «Ло Нуэстро»         | 2016 | Региональный мексиканский артист года                        | Хулион Альварес                      | Номинация | [ 16 ] |
| Премия «Ло Нуэстро»         | 2017 | Артист в стиле банда года                                    | Хулион Альварес                      | Победа    | [ 16 ] |
| Премия «Ло Нуэстро»         | 2017 | Региональный мексиканский артист года                        | Хулион Альварес                      | Победа    | [ 16 ] |
| Премия «Ло Нуэстро»         | 2017 | Лучший мужской артист года                                   | Хулион Альварес                      | Номинация | [ 16 ] |